# Кистенли-Богданово
Кистенли-Богданово (баш. Киҫуәнле-Боғзан) — село в Бижбулякском районе Башкортостана, относится к Базлыкскому сельсовету.

## История
Название происходит от названия речки Киҫтәнле и личного имени Боғҙан.

## Географическое положение
Расстояние до:
- районного центра (Бижбуляк): 16 км,
- центра сельсовета (Базлык): 9 км,
- ближайшей ж/д станции (Приютово): 56 км.

## Население
| 2002 | 2009 | 2010 |
| ---- | ---- | ---- |
| 587  | ↘536 | ↘483 |

Национальный состав
Согласно переписи 2002 года, преобладающая национальность — чуваши (97 %).